# 演壇

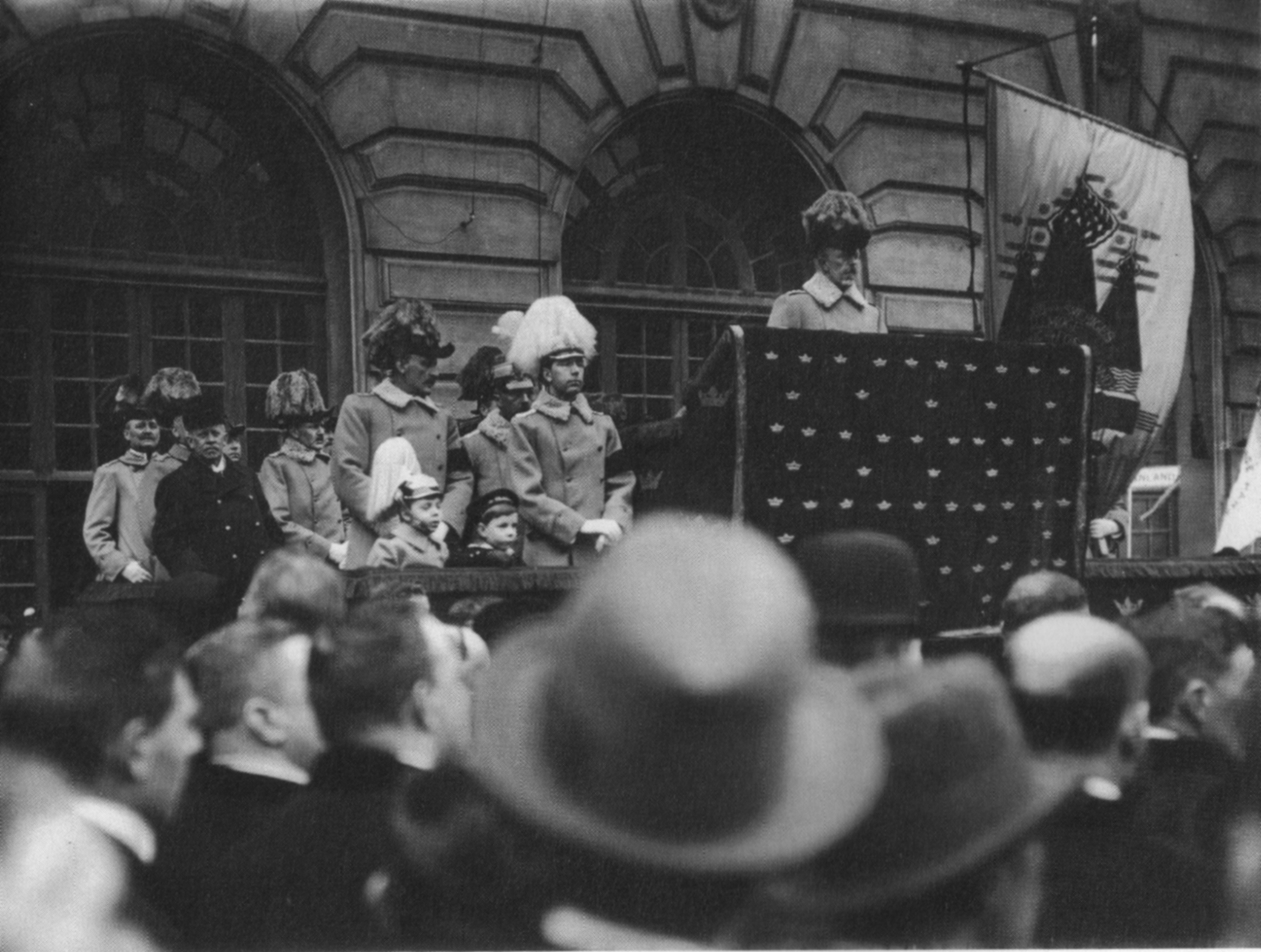
演壇上でスピーチを行うスウェーデン国王「グスタフ5世」

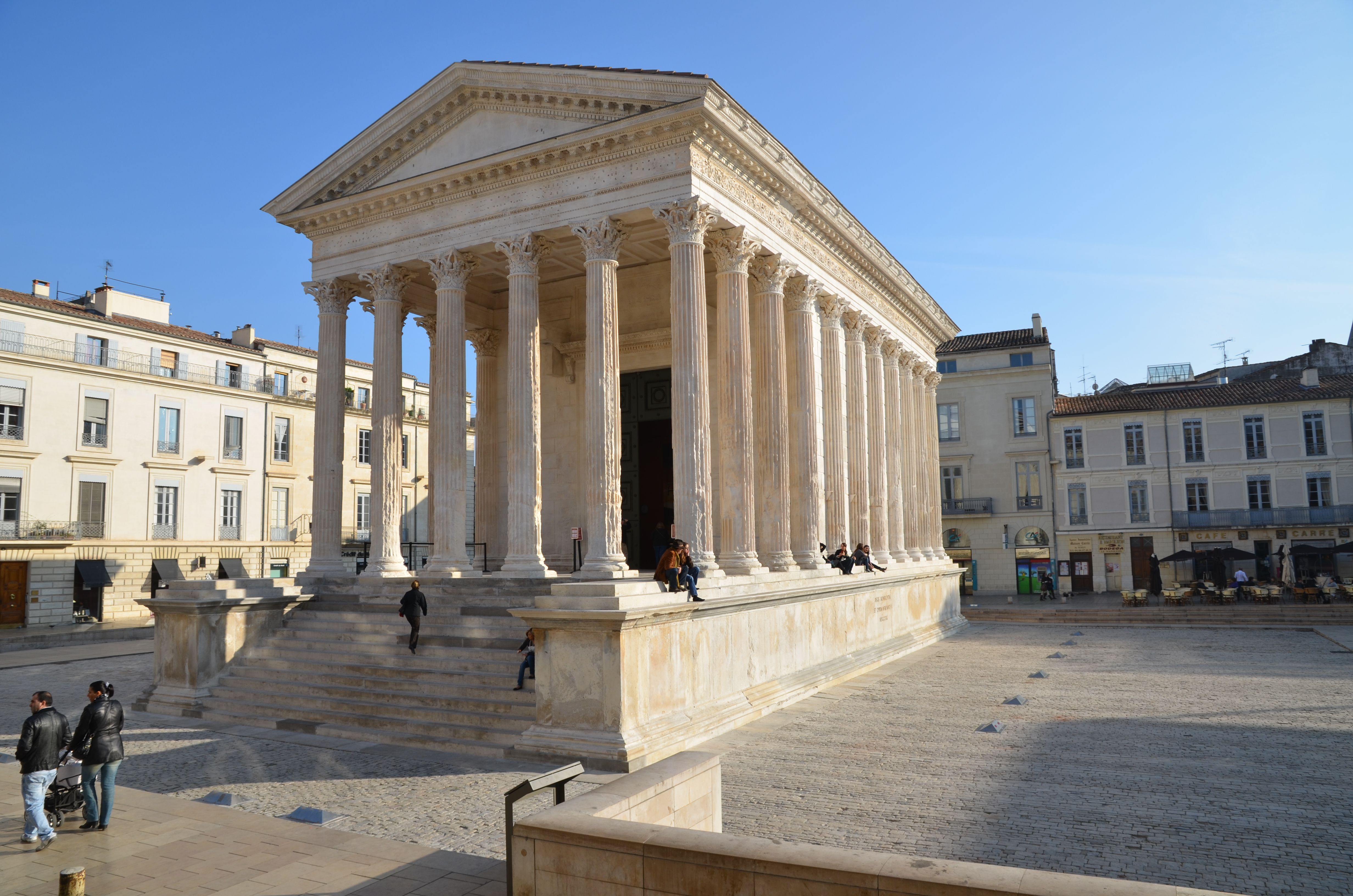
フランスの古代遺跡。石柱の下の部分が基壇。

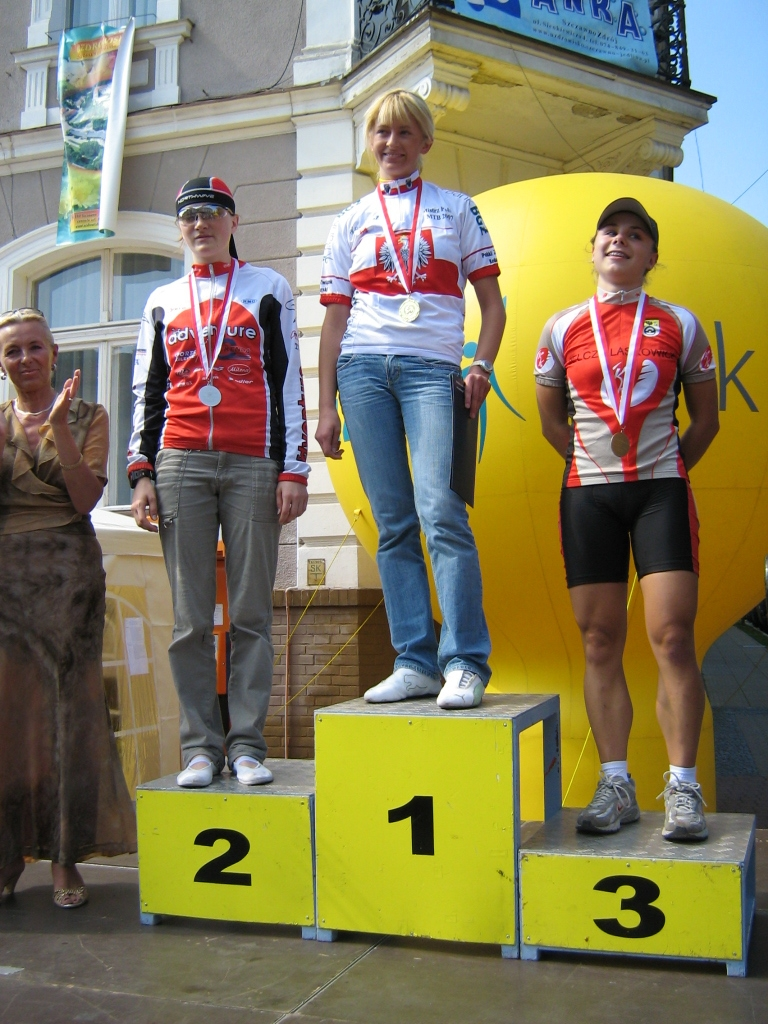
MTB競技での表彰台。中央に立つ勝者と、その右（写真左）に2位の選手、左（写真右）には3位の選手。そしてメダルを渡したプレゼンターが拍手で選手たちを称える。

演壇（えんだん）とは、その周辺より高いところに演説者などを上げるために用いる高台。
英語のポディウム、ポディアム(Podium)は、ギリシャ語の足（πόδι）に由来し、載せるものも人に限らない。なお、一段高くした演壇をロストラム(Rostrum)というが、これは古代ローマの軍船の船嘴のことで、捕獲した敵船からこの部分を切り取って飾ったことに由来する。
スポーツにおいては、オリンピックのようなイベントでトップ3人の競技者に敬意を表するために表彰台が用いられる。オリンピックでは3段の台が使われ、真ん中の最も高い段に金メダリスト、その右のやや低い段に銀メダリストが立つ。金メダリストの左に、銅メダリストのためのさらに低い段がある。多くのスポーツでは、競技のトップ3に残ることを「表彰台に上がる」または「表彰台を得る」と呼ぶ。いくつかの個人競技では、表彰台に上ることは公認の成績であり、選手がシーズンまたは生涯の間に成し遂げた、3位以内の結果の数に言及する。

## ポディアム
建築では、「ポディアム」は古代建築の建物を載せることができる基礎部分の大規模な台（基壇）で、現代においては高層ビル等に見られる商業テナントなどの低階層エリアを意味する。ホテル建築では客室以外の施設部分を指し、この場合、最上階レストランなども含まれるため全てが低階層であるとは限らない（客室部門に対するポディアム部門）。
「ポディアム」は、本来の語であるレクタン（lectern、書見台）とは別に、演説者の前に置く書類や本を載せる台そのものも指す。

## オリンピックにおける最初の使用
ウェスタンオンタリオ大学オリンピック研究国際センターの創設者で名誉教授のロバート・K・バーニーによると、メダルを受け取るときに、勝利を得たアスリートを台に上がらせるというアイデアは、1930年オンタリオ州ハミルトンのカナダ人の考えから生まれた。
バーニー教授による25ページの研究報告「オリンピック研究の国際ジャーナル」では、1930年にハミルトンで開催されたブリティッシュ・エンパイア・ゲームズ（現在のコモンウェルスゲームズ）と、続く1932年ロサンゼルスオリンピック夏季大会とレイクプラシッド冬季オリンピックの間に最初に使用したとされている。

## モータースポーツでの使用
モータースポーツの多くの形態では、レースの上位3人のドライバーはトロフィー授賞式のために表彰台に立つ。国際的な大会において、勝利を得たドライバーとそのチームまたはメーカーの国歌が演奏される場合があり、そしてドライバーの国旗が彼らの頭上に掲げられる。
トロフィー授与の後、互いのドライバーや眼下から見ているチームメイトたちにシャンパンをかけ合う。この伝統は、1967年のル・マン24時間レースのときにダン・ガーニーによって始められた。
レース中に死亡または重大な事故が発生した場合は、ドライバーたちは通常、シャンパンをかけ合うことを控えている。
ドライバーが上位3人に残るかどうかを表す「表彰台を得る」、「表彰台を逃す」または英語で「ポディアムフィニッシュ」などの表現がメディアでの共通の用語となっている。
アメリカ合衆国のストックカーレース最高峰であるNASCAR（ナスカー）スプリントカップ・シリーズでは、各戦またはシーズン成績に表彰台を使わない。その代わり、勝利を得たドライバーとチームは「ビクトリーレーン」で祝い、そして5位以内と10位以内がシーズン成績に認められる。
IRLインディカー・シリーズは、インディ500またはボンバルディア・リアジェット550では表彰台を使わない。テキサス・モーター・スピードウェイ支配人のエディ・ゴセージは、ビクトリーレーンがレースの勝者のために確保されていなければならないと述べ、インディ500は勝利を得たドライバーとチームをビクトリーレーンで祝わせるのが長い伝統となっている。しかし、シリーズは特にロードコース戦などの他の全てのレースでは表彰台を使用している。